# 丁斯拉肯
丁斯拉肯（發音：[ˈdɪnsˌlaːkn̩] ⓘ）是德国北莱茵-威斯特法伦州杜塞尔多夫行政区韦瑟尔县的城市，面积47.66平方千米，2023年12月31日人口为67,949人。

## 文化
市內有一座中世紀時期的教堂聖文森特教堂。雖然該教堂在二戰期間被毀，但在戰後的1951－52年期間得到重建。

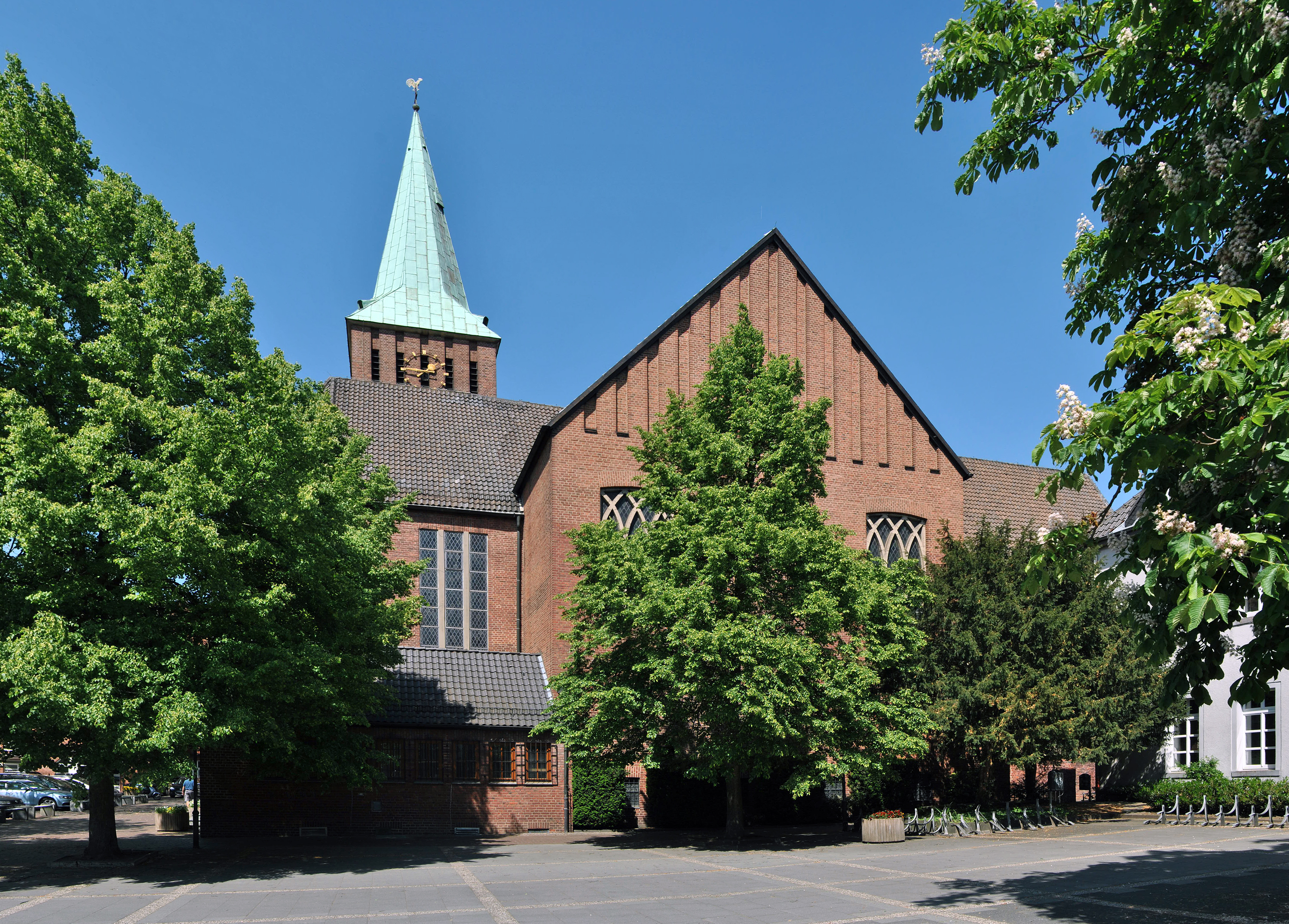
St. Vincentius (Dinslaken)南側

## 友好城市
丁斯拉肯与以下城市结为友好城市：
- 法國 阿让
- 以色列 阿拉德